# Piszczac Trzeci
Piszczac Trzeci – wieś w Polsce położona w województwie lubelskim, w powiecie bialskim, w gminie Piszczac.
| SIMC    | Nazwa      | Rodzaj    |
| ------- | ---------- | --------- |
| 0017153 | Hulcze     | część wsi |
| 0017182 | Podpołoski | część wsi |

W latach 1975–1998 teren obecnej miejscowości położony był w województwie bialskopodlaskim.
Wieś o nazwie Piszczac Trzeci utworzono 1 stycznia 2014 roku włączając do niej jako części wsi dotychczasowe kolonie Hulcze i Podpołoski.
Wieś jest sołectwem w gminie Piszczac. W roku 2021 wieś liczyła 118 mieszkańców.
Wierni Kościoła rzymskokatolickiego należą do parafii Podwyższenia Krzyża Świętego w Piszczacu.